# Democratische Partijconventie 2024
De Democratische Partijconventie 2024 was een politiek congres in de Verenigde Staten waarop de Democratische Partij haar presidents- en vicepresidentskandidaat kiest voor de Amerikaanse presidentsverkiezingen 2024. De conventie vond plaats van 19 tot en met 22 augustus 2024. De presidentsverkiezingen zullen plaatsvinden op 5 november in datzelfde jaar. Sinds 11 april 2023 was bekend dat het evenement zou plaatsvinden in het United Center in Chicago. Het was de 26e keer dat er een partijconventie van de Democraten of Republikeinen georganiseerd werd in Chicago; het meeste van alle steden.